# Christina Knall
Christina Knall, född 29 april 1947 i Stockholm, svensk målare, grafiker och textilkonstnär. Hon är utbildad vid Konstfack i Stockholm.

## Biografi
Christina Knall är utbildad vid Konstfack i Stockholm, där hon gick textillinjen 1967-71. 1972 öppnade Christina Knall tillsammans med textilkonstnären Ingrid Nilsson* galleriet Nilsson & Knall på Brännkyrkagatan 48 på Söder i Stockholm. Galleriet flyttade 1981 till Hornsgatan 26 och drivs från och med 1997 av Christina Knall ensam under namnet Galleri Knall.
Christina Knalls arbetar i huvudsak med olja, akryl, akvarell, digigrafi och grafik.
Under 1970- och 1980-talen arbetade Christina Knall och Ingrid Nilsson tillsammans och var och en för sig huvudsakligen med textilkonst. De har bland annat producerat konstnärliga utsmyckningar i gobelängteknik för ABB, Byggnadsstyrelsen, Canon, Ericsson, Kooperativa Förbundet, försäkringsbolagen Skandia, SPP och Trygg Hansa, SE-banken, Statens konstråd, Telia och Volvo samt till en rad kommuner och landsting.
Från mitten av 1980-talet går Christina Knall mer och mer över till måleri. Hon är mest känd för sina koloristiska och lekfulla bilder i starka färger med motiv som festen och dansen i glada vänners sällskap, men även motiv från Stockholm och Franska Rivieran.
Christina Knall bor och arbetar i Stockholm

## Utställningar (urval)
- 1968              Trollhättan
- 1971              Stockholm
- 1972              Utställning tillsammans med Ingrid Nilsson på Norrvikens trädgård utanför Båstad, Helsingborg, Varberg, Stockholm, Falkenbergs Konsthall.
- 1973              Utställning tillsammans med Ingrid Nilsson samt silversmederna Kristian Nilsson och Horst Hild i Duisburg, Tyskland. Tillsammans med Ingrid Nilsson i  Stockholm, Fagersta, Laholm, Båstad,     Örnsköldsvik.

- 1974              Landskrona, Huskvarna, Helsingborg, Örebro, Boden, Ängelholm.
- 1975              Västerås, Röhska Museet Göteborg, Halstahammar, Arboga, Lidingö
- 1976              Utställning tillsammans med Ingrid Nilsson samt silversmederna Kristian Nilsson och Horst Hild på Galerie L’écuyer i Bryssel, Belgien. Tillsammans med Ingrid Nilsson Malmö Museum.
- 1972-1988     Årliga vernissager i december tillsammans med Ingrid Nilsson i det permanenta Galleri Nilsson o Knall.
- 1987-1997     Sommargalleri i Visby vid Stora Torget.
- 1994-1997     Sommargalleri Saltarögalleriet på Värmdö utanför Stockholm.
- 1995              Separat utställning på Galleri 101 i Malmö.
- 1998              Samlingsutställning på Chasen Galleries i Sarasota, Florida, USA.
- 2001              Visar måleri och grafik i egen monter på konstmässan i Sollentuna utanför Stockholm.
- 2005              Utställning på Svenska konsulatet i Nice, Frankrike.
- 2010              Separat utställning i Katrineholm.
- 2011              40 år som konstnär. Jubileumsutställning i egna galleriet på Söder i Stockholm.
- 2015              Utställning i egna galleriet i samband med introduktion av biografin "Happy Days".